# Tuinstoel

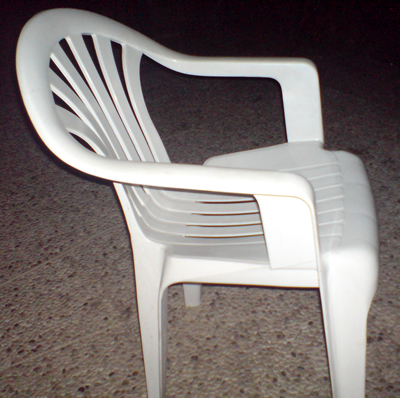
Eenvoudige stapelbare plastic tuinstoel

Een tuinstoel is een stoel die is bedoeld om in de tuin of op een terras te zetten. Veelal zijn de tuinstoelen van wit kunststof gemaakt, en bedoeld om rond een tuintafel te draperen (Dit wordt dan vaak een tuinset genoemd). In de luxere uitvoering kan de stoel in een zogenaamde ligstand worden geklapt, zodat de stoel ook gebruikt kan worden om te zonnebaden.
In de loop van de tijd zijn verschillende soorten tuinstoelen gebruikt. Vroeger werd vaak een houten bank en soms rieten stoelen in de tuin geplaatst. Rond 1960 werden er ook houten stoelen gebruikt die ingeklapt konden worden, en zo eenvoudig opgeborgen konden worden. Rond 1980 werden inklapbare tuinstoelen van aluminium buizen gemaakt, met een stoffen zitting en rug. Deze stoelen zijn heel licht en zijn dus gemakkelijk te verplaatsen, maar ze gaan relatief snel stuk, en kunnen geen groot gewicht dragen. Rond 1990 kwamen er witte kunststof stoelen.  Sinds ongeveer 2002 worden er steeds meer teakhouten tuinstoelen verkocht.
Een bekende Nederlandse fabrikant van kunststof tuinstoelen was Hartman, die in 2005 failliet ging, maar in afgeslankte vorm een doorstart maakte.
Na 2000 werden de grotere luxe kunststof luxe fauteuils en banken populair die wel als loungeset worden aangeduid. 